# Johannes Kübel
Johannes Georg Kübel (* 20. September 1873 in Neustadt an der Aisch; † 14. Juni 1953 in Bubenreuth) war ein deutscher evangelischer Theologe. Er gehörte von 1919 bis 1933 zu den führenden Personen der Evangelischen Landeskirche Frankfurt am Main und beteiligte sich im Nationalsozialismus am Kirchenkampf auf Seiten der Bekennenden Kirche und des Pfarrernotbundes in Opposition zur nach dem Führerprinzip umgestalteten Landeskirche.

## Leben
Johannes Kübel war der Sohn eines evangelischen Pfarrers. Er wuchs in Ansbach auf, wo er das Humanistische Gymnasium besuchte. Nach dem Abitur studierte er Theologie an den Universitäten Erlangen und Halle. In Erlangen wurde er im Wintersemester 1891/92 Mitglied in der christlichen Studentenverbindung Uttenruthia im Schwarzburgbund und trat kurz darauf auch der Schwarzburgverbindung Tuiskonia Halle bei. Für Erstere verfasste er anlässlich ihres 100-jährigen Bestehens den Geschichtsband 100 Jahre Uttenruthia, welcher 1951 erschien. Ab 1896 wirkte er als Diaspora-Reiseprediger der Evangelischen Kirche in Bayern, 1899 bis 1901 als Hilfsgeistlicher an der Lukaskirche in München. Von 1901 bis 1909 war er Militärgeistlicher in München. Er war Mitarbeiter des Lexikons Die Religion in Geschichte und Gegenwart (RGG), zu deren erster Auflage er zahlreiche Artikel beitrug.
1909 trat er eine Pfarrstelle an der Weißfrauenkirche in Frankfurt am Main an, die er bis zu seiner Pensionierung 1938 innehatte. Nach dem Kriegsdienst im Ersten Weltkrieg wurde er 1919 Vorstandsmitglied der Verfassungsgebenden Landeskirchenversammlung. 1925 wurde er Mitglied im Landeskirchenrat. Als stellvertretender Präsident der Landeskirchenversammlung, der Frankfurter Stadtsynode, wurde er ihr wichtigster Repräsentant nach dem Vorsitzenden Richard Schulin. Als Herausgeber der Frankfurter Vorträge (seit 1907), der Chronik der Christlichen Welt (1910 bis 1917) und des Frankfurter Evangelischen Wochenblattes Die Gemeinde (ab 1919; später Christliche Freiheit bzw. Freies Christentum) war er ein vielbeachteter Publizist.
Nach der nationalsozialistischen Machtergreifung setzte die preußische Regierung unter Ministerpräsident Hermann Göring einen Staatskommissar für die evangelischen Landeskirchen ein. Aus Protest gegen den unter politischem Druck erfolgten Zusammenschluss der 28 Landeskirchen zur Deutschen Evangelischen Kirche trat er am 27. Juni aus dem Landeskirchenrat aus.
Am 12. September 1933 beschloss die Landeskirchenversammlung die Fusion der Frankfurter Landeskirche mit der Evangelischen Landeskirche in Nassau und der Evangelischen Landeskirche in Hessen zur Evangelischen Landeskirche Nassau-Hessen. Die vereinigte Landeskirche gab sich eine vom Führerprinzip geprägte Kirchenverfassung. Am 6. Februar 1934 berief Reichsbischof Müller mit Ernst Ludwig Dietrich einen Vertreter der Deutschen Christen zum ersten Landesbischof.
Kübel schloss sich daraufhin dem Pfarrernotbund und der Bekennenden Kirche an. Sein Amt als Schriftleiter des Frankfurter evangelischen Wochenblattes legte er nieder, ebenso den Vorsitz im Frankfurter Gustav-Adolf-Verein.
Nach seiner Pensionierung 1938 zog er nach Nürnberg, wo er vertretungsweise noch verschiedene Ämter in der Bayerischen Evangelisch-Lutherischen Kirche übernahm. Er starb am 14. Juni 1953 in Bubenreuth. Sein Grab befindet sich in Nürnberg.
Kübel vertrat eine konservative politische Grundhaltung. Bereits 1894 schloss er sich der national-sozialen Bewegung Friedrich Naumanns an. Er befürwortete den monarchischen Obrigkeitsstaat und war 1918 Vorsitzender des Frankfurter Verbandes der nationalistischen Deutschen Vaterlandspartei. Nach der Novemberrevolution schloss er sich der monarchistischen Deutschnationalen Volkspartei (DNVP) an. 1929 trat er aus der DNVP aus und verzichtete von da an auf ein parteipolitisches Engagement. Dem aufkommenden Nationalsozialismus stand er schon vor 1933 kritisch gegenüber; um sich von der SA zu distanzieren und seine Verbundenheit mit den Traditionen des alten preußischen Militärs auszudrücken, trat er noch kurz vor der Machtergreifung dem republikfeindlichen Stahlhelm bei.
Kübels theologische und kirchenpolitische Positionen waren zeitlebens von der Liberalen Theologie geprägt. In seinen 1973 herausgegebenen Erinnerungen fasste er seine theologische Überzeugung zusammen: „Ich hatte in den fünfzig Jahren theologischer Entwicklung gelernt, daß es auf die brennendsten Fragen überhaupt keine Antwort gibt, und damit bescheide ich mich. Ob die Begrenztheit oder die Unendlichkeit des Weltenraums, ob die Gebundenheit oder Freiheit unsres Handelns, ob der Ursprung des Bösen […], ob das Verhältnis zwischen der Wirkung Gottes und der Mitwirkung des Menschen […] - ich bin zu der Gewißheit gelangt, daß wir darüber nichts wissen können. Aber das verbrennt mir das Herz nicht. Ich begnüge mich mit dem Erforschbaren und nehme das Unerforschliche in Demut hin, frage als Mensch, Christ und Theologe nicht mehr nach Himmel und Erde und getröste mich der Liebe Christi, die alle Erkenntnisse übersteigt.“